# 1967 v loďstvech
Tento článek obsahuje významné události v oblasti loďstev v roce 1967.

## Lodě vstoupivší do služby
- 3. března –  USS Sturgeon (SSN-637) – ponorka stejnojmenné třídy

- 31. března –  USS Jack (SSN-605) – ponorka třídy Thresher

- 12. dubna –  USS Ray (SSN-653) – ponorka třídy Sturgeon

- 18. dubna –  HMS Warspite (S103) – ponorka třídy Valiant

- 18. července –  HMS Juno (F52) – fregata Typu 12I Leander

- 17. srpna –  HMS Argonaut (F56) – fregata Typu 12I Leander

- 2. října –  HMS Resolution (S22) – raketonosná ponorka třídy Resolution

- 10. října –  HMS Danae (F47) – fregata Typu 12I Leander

- 3. listopadu –  USS Greenling (SSN-614) – ponorka třídy Thresher

- 14. prosince –  USS Lapon (SSN-661) – ponorka třídy Sturgeon

- 22. prosince –  USS Haddock (SSN-621) – ponorka třídy Thresher